# Notholca salina
Notholca salina är en hjuldjursart som beskrevs av Wilhelm Olbers Focke 1961. Notholca salina ingår i släktet Notholca och familjen Brachionidae.

## Underarter
Arten delas in i följande underarter:
- N. s. dumonti
- N. s. salina